# Richard Immelmann
Richard Immelmann (vor 1895 – nach 1906) war ein Opernsänger (Bariton).

## Leben
Immelmann begann seine schauspielerische Tätigkeit 1895 in Lübeck, kam von dort ans Stadttheater Zürich (1896), hierauf ans Stadttheater in Leipzig (1897), wirkte dann zwei Jahre in Riga und trat 1900 in den Verband des Stadttheaters in Nürnberg. Im Juni 1901 gastierte er am Stuttgarter Hoftheater. 1906 sang er an der Wiener Staatsoper.